# Xã Florence, Quận Hamlin, South Dakota
Xã Florence (tiếng Anh: Florence Township) là một xã thuộc quận Hamlin, tiểu bang Nam Dakota, Hoa Kỳ. Năm 2010, dân số của xã này là 146 người.